# Schwabenkopf
Der Schwabenkopf ist ein 3378 m ü. A. hoher Berg im Kaunergrat in den Ötztaler Alpen, der mit einer mächtigen, 1000 m hohen Flanke ins Verpeiltal abbricht.
Die Erstbesteigung des Gipfels erfolgte 1892 durch Theodor Petersen mit den Kaunertaler Bergführern Johann Praxmarer und Johann Penz. In der Nähe befinden sich die Verpeilhütte und die Kaunergrathütte.
Der Name steht wahrscheinlich mit den Kindern des Kauner- und Pitztals in Verbindung, die früher jeden Sommer als landwirtschaftliche Hilfskräfte nach Schwaben verliehen wurden.

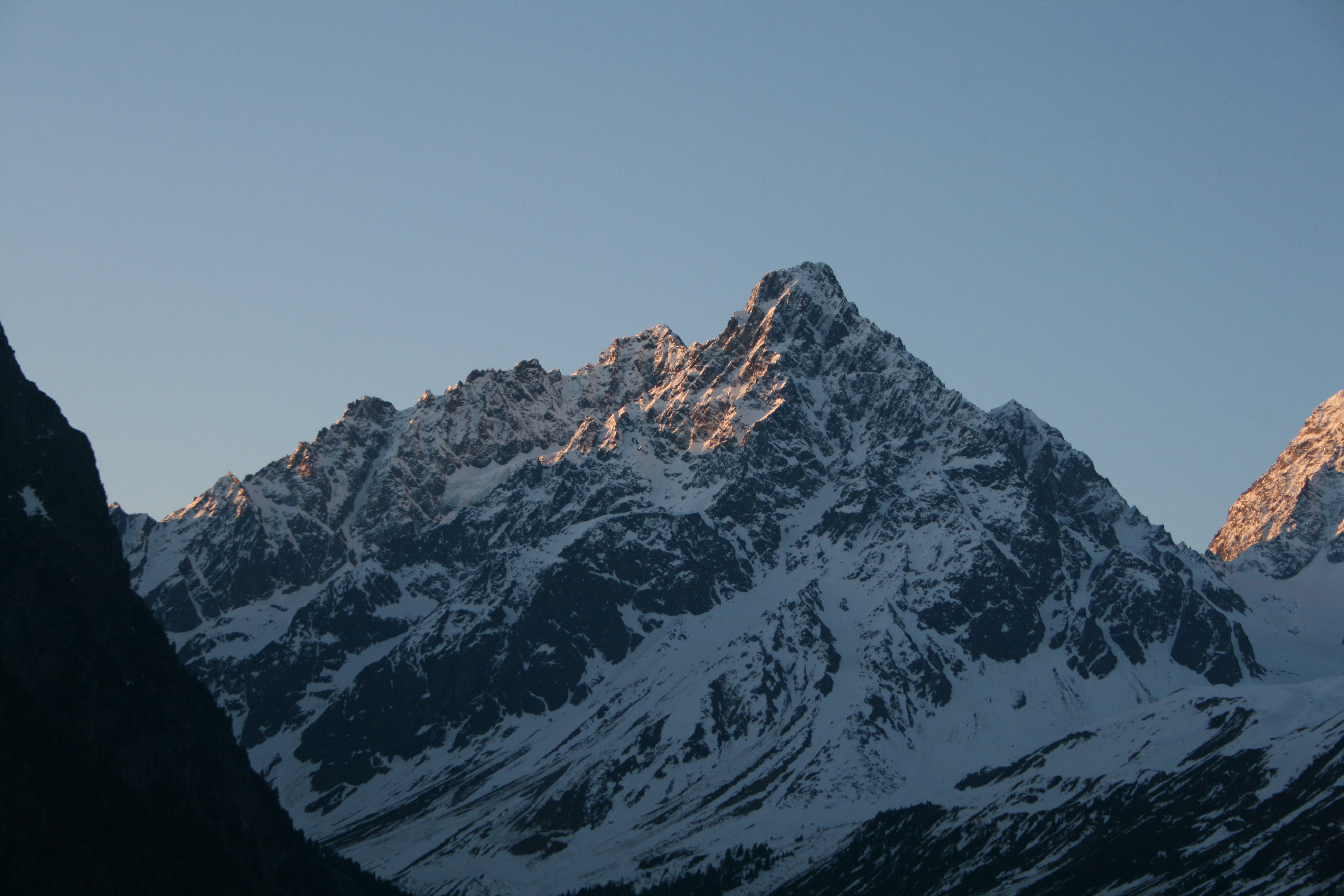
Schwabenkopf am 22. Mai 2010 bei Sonnenaufgang von der Langetsbergalm aus